# Peter Nestler (Politiker)
Peter Nestler (* 13. April 1929 in Leipzig; † 26. September 2022 in Berlin) war ein deutscher Journalist und Kulturpolitiker.

## Leben
Nestler war von 1963 bis 1970 erster Leiter des „Berliner Künstlerprogramms“ des Deutschen Akademischen Austauschdienstes (DAAD). Danach war er Leiter der Abteilung Kunst in der Berliner Senatsverwaltung für Wissenschaft, Forschung und Kultur. Ab 1977 war er Stellvertreter des Senators für Kulturelle Angelegenheiten Berlin. Von 1979 bis 1994 war er Kulturdezernent in Köln.
Nestler lebte zuletzt in Berlin. Er starb 2022 im Alter von 93 Jahren und wurde am 12. November 2022 auf dem Kölner Melaten-Friedhof beigesetzt.